# RS-122
La RS-122 est une route locale de l'État du Rio Grande do Sul qui relie la RS-240, au niveau du district Rincão do Cascalho de la municipalité de São Leopoldo à la BR-116, sur la commune de Campestre da Serra. Elle dessert les communes de São Leopoldo, São Sebastião do Caí, Bom Princípio, São Vendelino, Alto Feliz, Farroupilha, Caxias do Sul, Flores da Cunha, Antônio Prado, Ipê et Campestre da Serra, et est longue de 168,470 km.